# Anhaltische Philharmonie
Die Anhaltische Philharmonie ist das Orchester am Anhaltischen Theater Dessau. Seit der Spielzeit 2016/2017 hat Markus L. Frank die Nachfolge des zuvor seit 2009 amtierenden niederländischen Dirigenten Antony Hermus als Chefdirigent der Anhaltischen Philharmonie und Generalmusikdirektor des Anhaltischen Theaters angetreten.
Die heutige Anhaltische Philharmonie beging 2016 das 250te Jubiläum ihrer Gründung. Im selben Jahr wurde sie mit dem Musikpreis des Landes Sachsen-Anhalt ausgezeichnet.

## Geschichte
Die Anfänge der einstigen Hofkapelle reichen in das Jahr 1766 zurück, als Friedrich Wilhelm Rust auf Wunsch des Fürsten Leopold Friedrich Franz von Anhalt-Dessau mit dem Aufbau einer Hofkapelle begann. Musizierten damals kaum mehr als ein Dutzend ständige Mitglieder, so erhöhte sich ihre Zahl in den nächsten Jahren, sodass anspruchsvolle Konzerte, die über den Rahmen der üblichen Hofmusik hinausgingen, veranstaltet werden konnten. So erklang zum Karfreitag 1768 Carl Heinrich Grauns Passionsoratorium „Der Tod Jesu“ in der Johanniskirche, und am 3. Januar 1770 eröffnete Rust mit seiner Kapelle eine Reihe von Liebhaberkonzerten gegen Abonnement und Eintritt. 1775 erfolgte Rusts Ernennung zum „Fürstlichen Musikdirektor“. Seit 1794, dem Jahr des festen Engagements einer Theatertruppe in Dessau, bilden die Musiker die Grundlage für Musiktheateraufführungen aller Genres. Frühzeitig setzte man sich in Dessau für das Schaffen Wolfgang Amadeus Mozarts ein.
1820 konnte mit dem als Oratorienkomponist bekannten Friedrich Schneider ein neuer Leiter für die Herzogliche Hofkapelle engagiert werden. In die 33 Jahre seines Wirkens fallen wichtige Opernerstaufführungen (unter anderem Beethoven, Weber, Rossini, Lortzing), die Schaffung der Anhaltischen Musikfest-Tradition und das legendäre Virtuosenkonzert Niccolò Paganinis 1829.
Eduard Thiele, Schüler Schneiders und 1853 dessen Nachfolger als Hofkapellmeister, wurde zum Begründer der Dessauer Wagner-Tradition (1857 Tannhäuser, 1867 Lohengrin, 1869 Meistersinger). Persönliche Begegnungen zwischen Wagner und den Dessauer Künstlern förderten das gegenseitige Verständnis. Und so vermochten die Dessauer 1876 dem Orchester der ersten Bayreuther Festspiele 12 Musiker beizusteuern, unter anderem den Hornisten Julius Demnitz, der als Erster den sogenannten „Siegfried-Ruf“ aus der Oper Siegfried blies und dafür Wagners besonderes Lob erntete. Doch auch in Dessau selbst nahmen die Wagner-Aufführungen am Ende des Jahrhunderts zu. Schon 1893 brachte August Klughardt (Hofkapellmeister von 1882 bis 1902) den gesamten Ring des Nibelungen zur geschlossenen Aufführung. Aus jener Zeit stammt der Ruf Dessaus als „Bayreuth des Nordens“.
In den Jahren vor dem Ersten Weltkrieg gab es mit Generalmusikdirektor Franz Mikorey eine umfangreiche Gastspieltätigkeit, die das Opernensemble und mit ihm das stets gerühmte Orchester unter anderem nach Budapest und Bukarest führten. Neu in den Konzerten jener Ära waren Kompositionen von Anton Bruckner, Franz Liszt und Richard Strauss. Nach der kurzen Amtszeit von Hans Knappertsbusch (1919–1922) erlebten die Dessauer in den zwanziger Jahren unter den Chefdirigenten Franz von Hoeßlin und Artur Rother eine große Anzahl von Ur- und Erstaufführungen neuer avantgardistischer Werke in Oper und Konzert. Es erklang erstmals Musik von Arnold Schönberg, Kurt Weill, Ernst Krenek, Igor Strawinsky und Béla Bartók. Bedeutende Künstler wurden als Gäste gewonnen, so die Dirigenten Hans Pfitzner und Hermann Abendroth oder die Pianisten Edwin Fischer und Wilhelm Kempff. Generalmusikdirektor Helmut Seydelmann (1934–1951) blieb es vorbehalten, das Orchester über die Zeit von Faschismus, Krieg und Nachkrieg zu führen. Er stand am Pult, als das neue Theatergebäude 1938 mit dem „Freischütz“ eröffnet und nach der Zerstörung 1949 mit der „Zauberflöte“ wiedereröffnet wurde.
1954 begann mit dem Amtsantritt von Heinz Röttger eine der fruchtbarsten Epochen der Orchestergeschichte. Der als Dirigent, Orchestererzieher, Kammermusiker und Komponist gleichermaßen geschätzte Künstler war in allen Stilbereichen zu Hause. Die Richard-Wagner-Festwochen der fünfziger und sechziger Jahre gestalteten sich unter seiner Leitung zu herausragenden künstlerischen Ereignissen. Röttgers besonderes Anliegen galt darüber hinaus der Neuen Musik, die er regelmäßig in seine Konzertprogramme aufnahm. Seine Nachfolger auf der Position des Chefdirigenten, Manfred Hänsel, Wolfgang Wappler und Hans-Jörg Leipold, knüpften an die Tradition (Wagner, Verdi, Strauss und slawische Komponisten) an. Im Herbst 1991 wurde das 225-jährige Orchesterjubiläum mit einer Festwoche feierlich begangen.
Von 1992 bis 1995 war Daniel Lipton künstlerischer Leiter des Ensembles, das seit Oktober 1992 den Namen „Anhaltische Philharmonie Dessau“ führt. Im Amt des Chefdirigenten folgten 1996 der Österreicher Carlos Kalmar (bis Sommer 2000) und 2001 Golo Berg (bis 2009). Das Orchester hat zahlreiche Gastverpflichtungen, zum Beispiel wiederholt zum Classic Open Air auf dem Berliner Gendarmenmarkt, zu Konzerten im Konzerthaus Berlin, Tournee mit dem Tenor José Cura, Japan-Tournee des Anhaltischen Theaters Dessau mit „Salome“ und „Der fliegende Holländer“. Im August 2009 trat der Niederländer Antony Hermus das Amt des Chefdirigenten an.